# Сигет
Сиге́т (Малий Сигет, серб. Сигет) — село в Сербії, відноситься до общини Новий Кнежеваць Північно-Банатського округу автономного краю Воєводина.
Село розташоване за 1 км біля села Банатське Аранджелово.

## Населення
Населення села становить 247 осіб (2002, перепис), з них:
- серби — 73,3%
- угорці — 25,5%,

живуть також словенці та бунєвці.